# Ga Công viên Lịch sử và Văn hóa Dongdaemun
Ga Công viên Lịch sử và Văn hóa Dongdaemun (DDP) (Tiếng Hàn: 동대문역사문화공원역, Hanja: 東大門歷史文化公園驛) là ga trung chuyển cho Tàu điện ngầm Seoul tuyến 2, Tàu điện ngầm vùng thủ đô Seoul tuyến 4 và Tàu điện ngầm vùng thủ đô Seoul tuyến 5 ở Gwanghui-dong, Jung-gu, Seoul. Chợ Dongdaemun lớn tập trung tại nhà ga này và Ga Dongdaemun, nằm ở phía Bắc trên Cheonggyecheon.
Ga tuyến 2 nằm ở Euljiro 7-ga, Jung-gu, Seoul, ga tuyến 4 và 5 nằm ở Gwanghui-dong, Jung-gu, Seoul.

## Lịch sử
- 30 tháng 6 năm 1983: Tên ga được quyết định là Ga Sân vận động Seoul[3]
- 13 tháng 9 năm 1983: Tên của ga Tàu điện ngầm vùng thủ đô Seoul tuyến 4 được quyết định là Ga Sân vận động Seoul [4]
- 16 tháng 9 năm 1983: Tàu điện ngầm Seoul tuyến 2 đoạn Euljiro 1(il)-ga ~ Seongsu mở cửa kinh doanh
- 18 tháng 10 năm 1985: Với việc khai trương Tàu điện ngầm vùng thủ đô Seoul tuyến 4 đoạn Đại học Hansung đến Sadang, nó trở thành một ga trung chuyển [5]
- 24 tháng 10 năm 1985: Đổi thành Ga Sân vận động Dongdaemun[6]
- 30 tháng 12 năm 1996 : Tuyến số 5 khai trương và trở thành trạm trung chuyển cho  3 tuyến
- 2007: Bắt đầu lắp đặt cửa chắn sân ga từ Tàu điện ngầm Seoul tuyến 2
- 29 tháng 10 năm 2009: Đổi thành Ga Công viên Văn hóa và Lịch sử Dongdaemun [7]
- 18 tháng 7 -  20 tháng 9 năm 2018: Lối đi chuyển tuyến giữa các tuyến số 4-5 bị đóng do thang cuốn đã cũ, không được phép chuyển tuyến giữa các tuyến số 2, 4 và 5[8][9]
- 21 tháng 9 năm 2018: Mở lại lối đi chuyển giữa các Tuyến 2 và 4 và 5
- 26 tháng 12 năm 2019: Đổi tên ga thành Ga Công viên Văn hóa và Lịch sử Dongdaemun (DDP) [10]

## Bố cục nhà ga

### Tuyến số 2 (B2F)
| Euljiro 4(sa)-ga ↑ |
| \| Vòng ngoài      |
| ↓ Sindang          |

| Vòng ngoài | ● Tuyến 2 | ← Hướng đi Euljiro 4(sa)-ga · Euljiro 1(il)-ga · Tòa thị chính · Sindorim |
| Vòng trong | ● Tuyến 2 | → Hướng đi Sindang · Seongsu · Jamsil · Samseong · Gangnam →              |

| Tuyến và hướng                                               | Chuyển tuyến nhanh |
| ------------------------------------------------------------ | ------------------ |
| Tuyến 2 (Vòng trong: Hướng Wangsimni, Jamsil) → Tuyến 4      | 9-2                |
| Tuyến 2 (Vòng trong) → Tuyến 5                               | 6-2, 8-2           |
| Tuyến 2 (Vòng ngoài: Hướng Toà thị chính, Sinchon) → Tuyến 4 | 2-4                |
| Tuyến 2 (Vòng ngoài) → Tuyến 5                               | 3-3, 5-3           |

### Tuyến số 4 (B3F)
| Dongdaemun ↑ |
| S/B N/B \|   |
| ↓ Chungmuro  |

| Hướng Bắc | ● Tuyến 4 | ← Hướng đi đại học Hansung · Danggogae · Jinjeop                |
| Hướng Nam | ● Tuyến 4 | → Hướng đi Seoul · Sadang · Geumjeong · Sanbon · Ansan · Oido → |

| Tuyến và hướng                    | Chuyển tuyến nhanh |
| --------------------------------- | ------------------ |
| Tuyến 4 (Hướng Jinjeop) → Tuyến 2 | 1-1                |
| Tuyến 4 (Hướng Jinjeop) → Tuyến 5 | 9-2                |
| Tuyến 4 (Hướng Oido) → Tuyến 2    | 10-4               |
| Tuyến 4 (Hướng Oido) → Tuyến 5    | 2-3                |

### Tuyến số 5 (B5F)
| Euljiro 4(sa)-ga ↑ |
| E/B W/B \|         |
| ↓ Cheonggu         |

| Hướng Tây  | ● Tuyến 5 | ← Hướng đi Gwanghwamun · Chungmuro · Yeouido · Banghwa |
| Hướng Đông | ● Tuyến 5 | → Hướng đi Hanam Geomdansan · Macheon →                |

| Tuyến và hướng                                                | Chuyển tuyến nhanh |
| ------------------------------------------------------------- | ------------------ |
| Tuyến 5 (Hướng Hannam Geomdansan, Macheon) → Tuyến 2, Tuyến 4 | 1-1                |
| Tuyến 5 (Hướng Banghwa) → Tuyến 2, Tuyến 4                    | 8-4                |

## Xung quanh nhà ga
| Lối ra \| 나가는 곳 \| Exit \| 出口 | Lối ra \| 나가는 곳 \| Exit \| 出口 |
| ----------------------------------- | --- |
| 1                                   | Dongdaemun Design Plaza Công viên Văn hóa và Lịch sử Dongdaemun Shinpyeonghwa, Chợ Dongpyeonghwa Cheonggyecheon Cầu Ogansugyo Dongdaemun (Heunginjimun) Điểm dừng xe buýt tham quan thành phố Seoul Chợ Nampyeonghwa Hội trường nghệ thuật thời trang Seoul                                                                                 |
| 2                                   | Công viên Văn hóa và Lịch sử Dongdaemun Seongdong Global Business High School Trường Trung học cơ sở Hanyang, Trường trung học kỹ thuật Hanyang Trung tâm nghệ thuật Chungmu (Trung tâm thể thao) Trường tiểu học Seoul Gwanghee Trụ sở cảnh sát cơ động Seoul Tòa nhà phụ Dongdaemun của Tổng công ty vận tải Seoul Trung tâm 119 Eulji-ro |
| 3                                   | Gwanghuimun Giao lộ Gwanghui-dong |
| 4                                   | Trung tâm Dịch vụ Cộng đồng Jangchung-dong Giao lộ Gwanghui-dong Gwanghuimun Công viên Jangchungdan |
| 5                                   | Jangchungdan-ro Hướng đi Toegye-ro |
| 6                                   | Chungmuro 5-ga Bưu điện Toegye 5-ga Trung tâm hỗ trợ đặc biệt được công nhận là trung tâm in ấn Seoul Trung tâm dân cư Gwanghui-dong Trường tiểu học Chungmu Seoul |
| 7                                   | Ojang-dong Chợ Jungang Euljiro 5-ga Văn phòng Jung-gu Trường Trung học Deoksu Trung tâm tư vấn phụ nữ nhập cư Seoul |
| 8                                   | Gwanghui-dong 1-ga Jangchungdan-ro |
| 9                                   | Gwanghui-dong 2 ga |
| 10                                  | Euljiro 7-ga Dongdaemun Design Plaza Sindang-dong |
| 11                                  | Gwanghui-dong 1 ga |
| 12                                  | Euljiro 5-ga Chợ Jungbu Khu vực Euljiro |
| 13                                  | Euljiro 6-ga Viện y tế trung ương quốc gia Công viên trung tâm đào tạo Chợ Bangsan |
| 14                                  | Chợ tổng hợp Dongdaemun Chợ Pyeonghwa Cheonggyecheon Cầu Ogansugyo Trung tâm thông tin du lịch Seoul |

## Thay đổi hành khách
| Năm                                        | Số lượng hành khách (người)          | Số lượng hành khách (người)                      | Số lượng hành khách (người)                      | Tổng cộng | Ghi chú |
| Năm                                        | liên kết=Tàu điện ngầm Seoul tuyến 2 | liên kết=Tàu điện ngầm vùng thủ đô Seoul tuyến 4 | liên kết=Tàu điện ngầm vùng thủ đô Seoul tuyến 5 | Tổng cộng | Ghi chú |
| ------------------------------------------ | ------------------------------------ | ------------------------------------------------ | ------------------------------------------------ | --------- | ------- |
| 1994                                       | 56,427                               | 21,076                                           |                                                  | 77,503    |         |
| 1995                                       | 61,443                               | 9,555                                            | 70,998                                           |           |         |
| 1996                                       | 51,412                               | 26,947                                           | —                                                | 78,359    |         |
| 1997                                       | 38,738                               | 44,644                                           | —                                                | 83,382    |         |
| 1998                                       | 38,059                               | 47,887                                           | —                                                | 85,946    |         |
| 1999                                       | —                                    | —                                                | —                                                | —         |         |
| 2000                                       | 56,014                               | 68,593                                           | 3,888                                            | 128,495   |         |
| 2001                                       | 53,223                               | 66,164                                           | 4,289                                            | 123,676   |         |
| 2002                                       | 51,292                               | 62,256                                           | 4,365                                            | 117,913   |         |
| 2003                                       | 48,764                               | 60,316                                           | 4,400                                            | 113,480   |         |
| 2004                                       | 51,638                               | 61,423                                           | 4,236                                            | 117,297   |         |
| 2005                                       | 49,080                               | 57,317                                           | 4,100                                            | 110,497   |         |
| 2006                                       | 45,760                               | 52,986                                           | 3,816                                            | 102,562   |         |
| 2007                                       | 42,237                               | 47,465                                           | 3,661                                            | 93,363    |         |
| 2008                                       | 38,978                               | 44,009                                           | 3,753                                            | 86,740    |         |
| 2009                                       | 37,219                               | 42,292                                           | 3,731                                            | 83,242    |         |
| 2010                                       | 35,657                               | 41,322                                           | 4,066                                            | 81,045    |         |
| 2011                                       | 36,643                               | 42,291                                           | 5,435                                            | 84,369    |         |
| 2012                                       | 36,126                               | 41,520                                           | 5,885                                            | 83,531    |         |
| 2013                                       | 35,789                               | 39,627                                           | 5,923                                            | 81,339    |         |
| 2014                                       | 41,163                               | 45,289                                           | 6,363                                            | 92,815    |         |
| 2015                                       | 40,485                               | 43,717                                           | 6,594                                            | 90,796    |         |
| 2016                                       | 42,063                               | 45,620                                           | 6,551                                            | 94,234    |         |
| 2017                                       | 41,258                               | 44,833                                           | 6,219                                            | 92,310    |         |
| 2018                                       | 41,567                               | 42,235                                           | 6,706                                            | 90,508    |         |
| 2019                                       | 41,980                               | 43,748                                           | 6,045                                            | 91,773    |         |
| 2020                                       | 23,153                               | 25,140                                           | 4,639                                            | 52,932    |         |
| 2021                                       | 21,936                               | 23,441                                           | 4,702                                            | 50,079    |         |
| 2022                                       | 26,114                               | 27,024                                           | 5,341                                            | 58,479    |         |
| 2023                                       | 30,948                               | 33,545                                           | 6,088                                            | 70,581    |         |
| Nguồn                                      |                                      |                                                  |                                                  |           |         |
| : Phòng dữ liệu Tổng công ty Vận tải Seoul |                                      |                                                  |                                                  |           |         |

## Hình ảnh

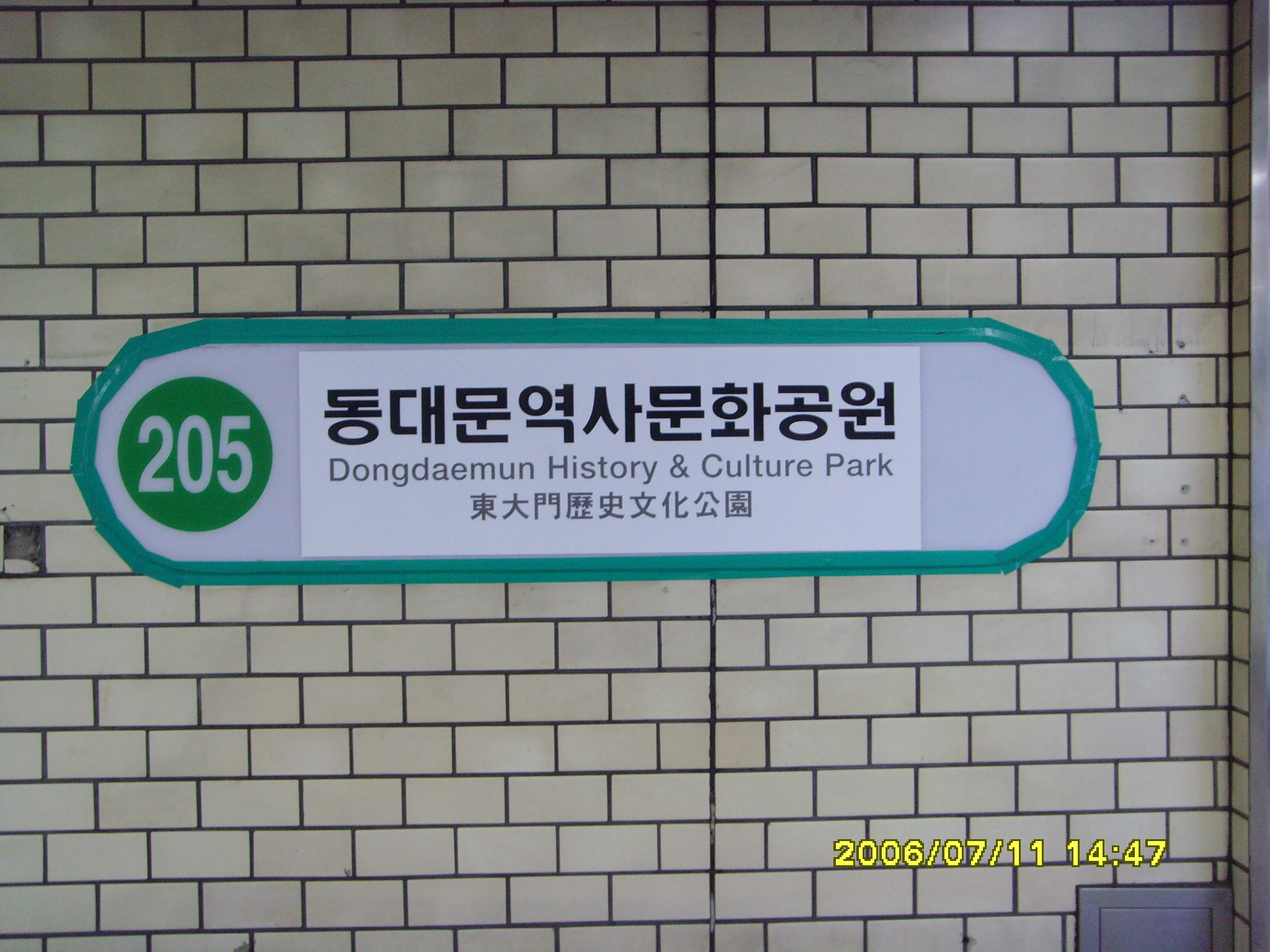
Bảng tên ga Tuyến 2
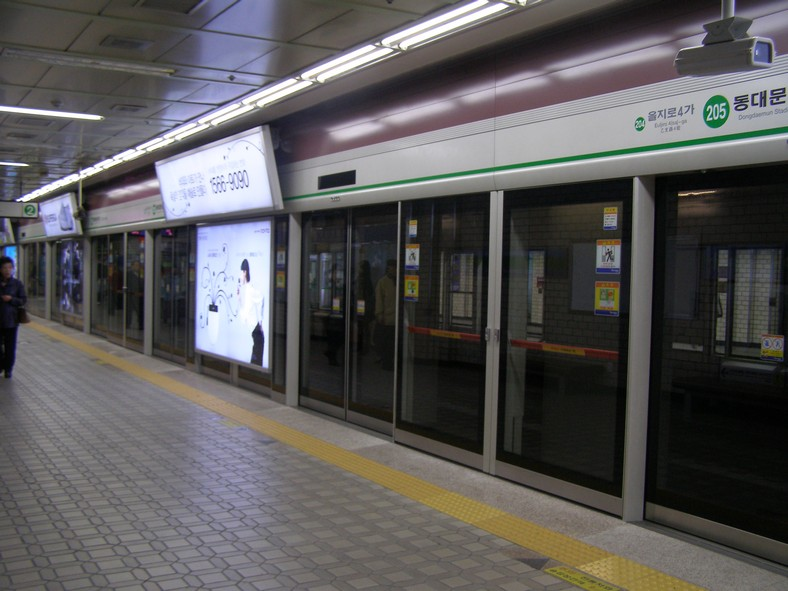
Sân ga Tuyến 2
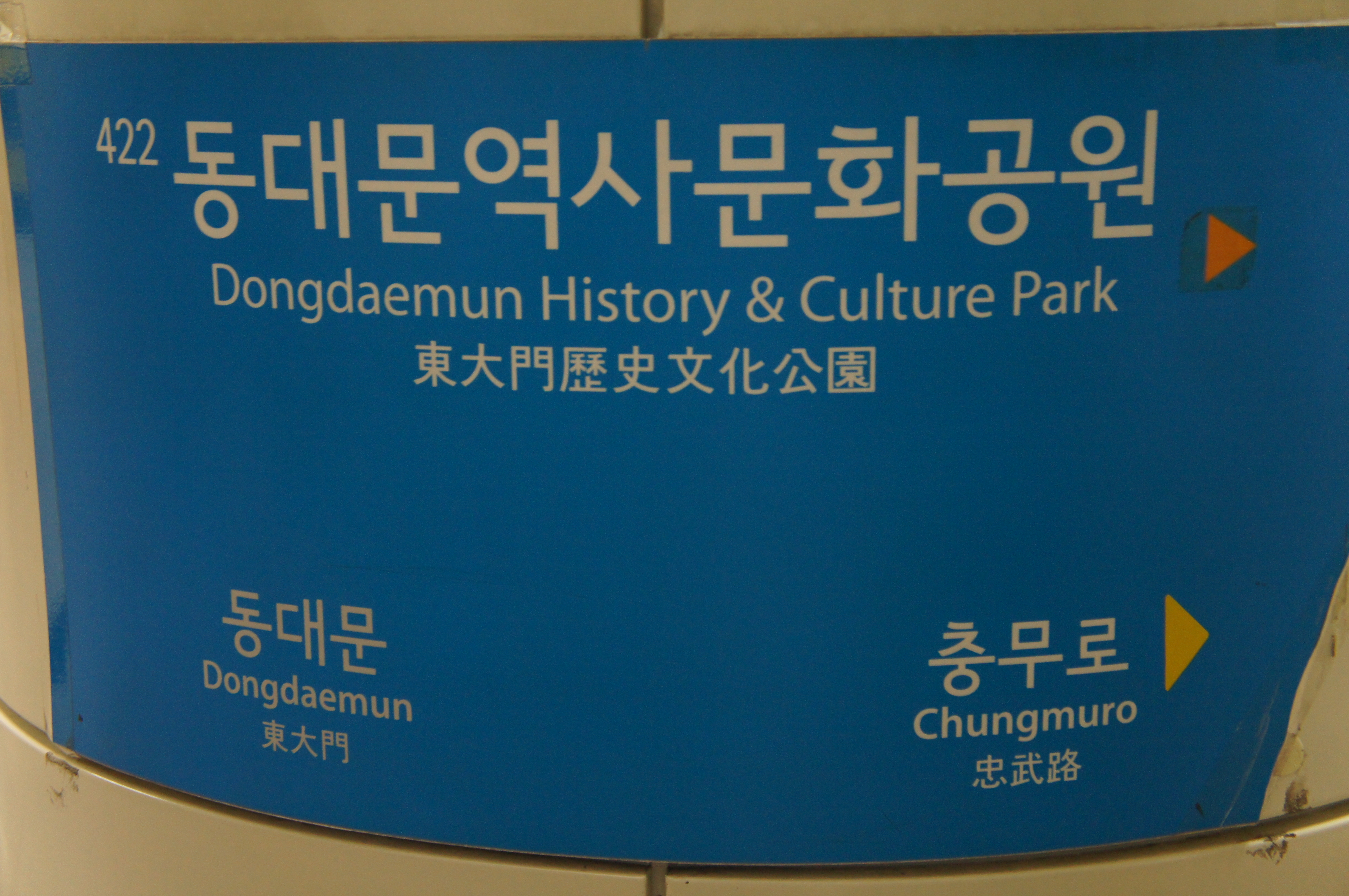
Bảng tên ga Tuyến 4 (Tháng 7 năm 2013)
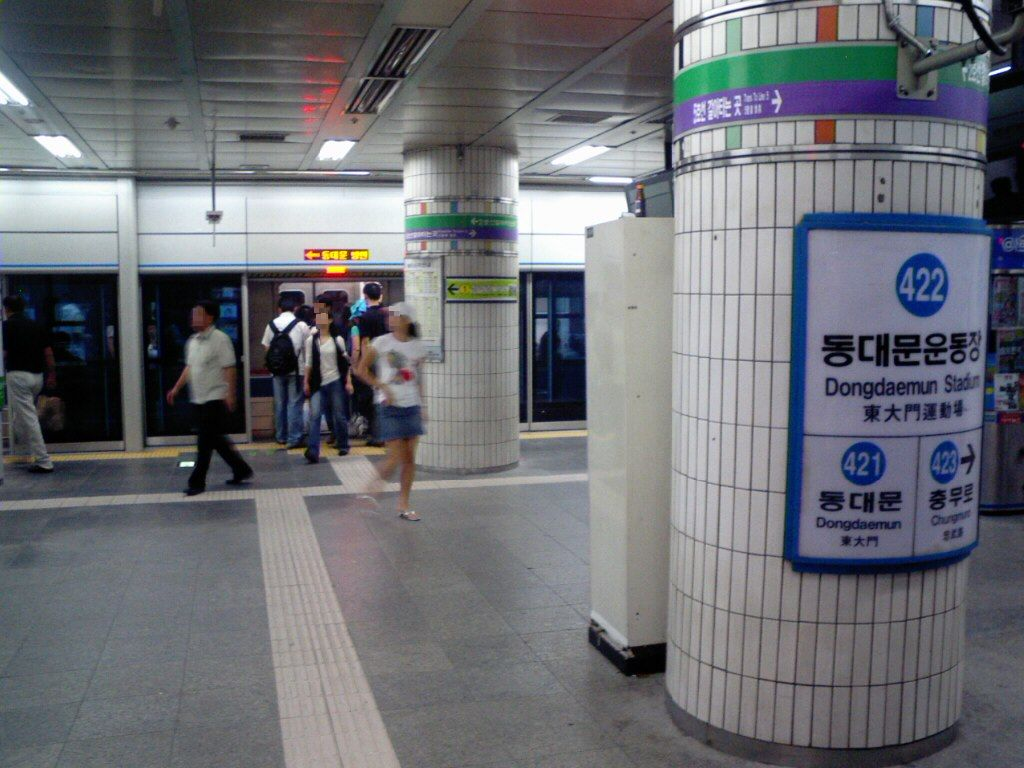
Sân ga Tuyến 4 (Tên cũ: Ga sân vận động Dongdaemun)
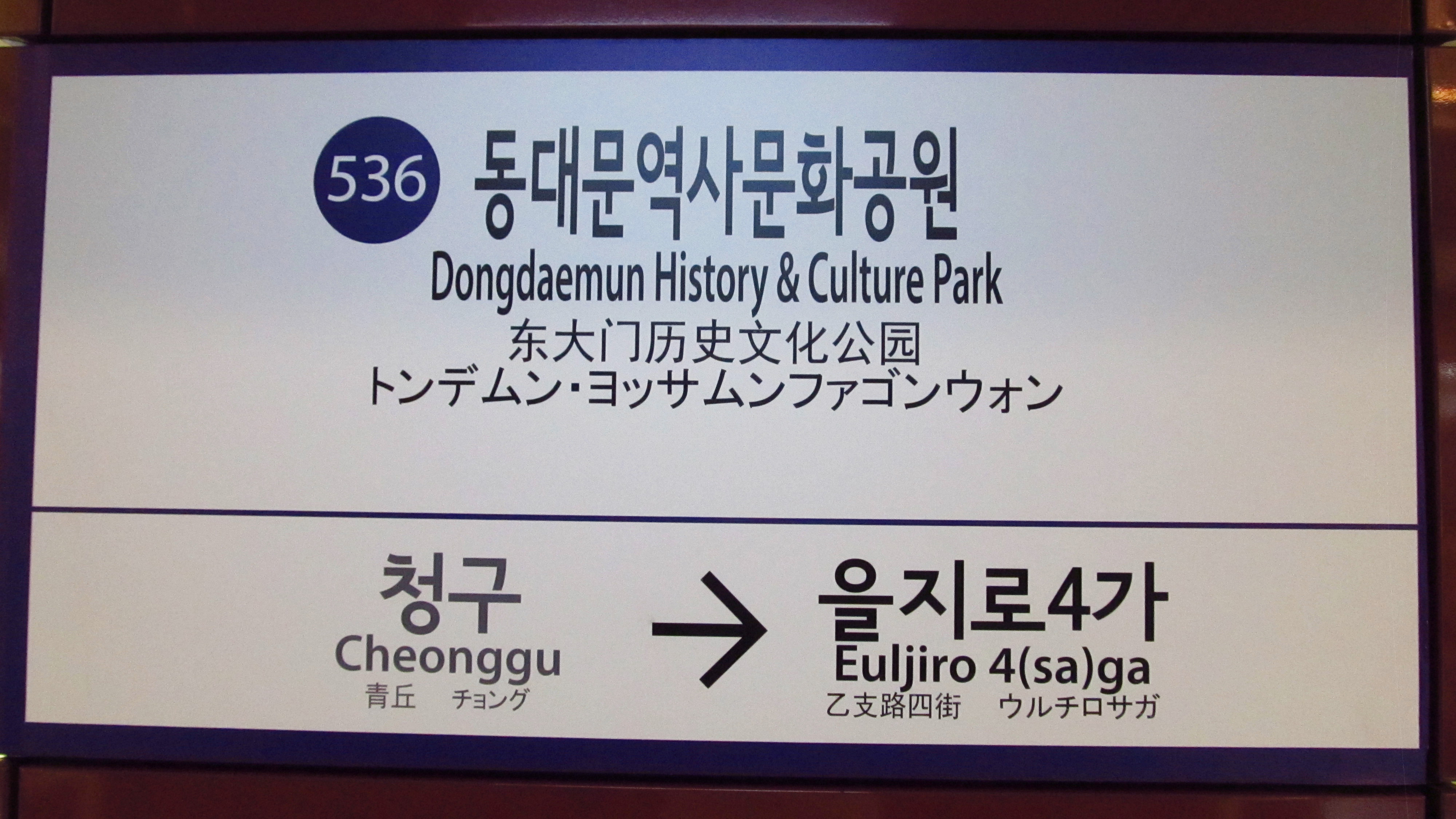
Bảng tên ga Tuyến 5 (Tháng 9 năm 2018)
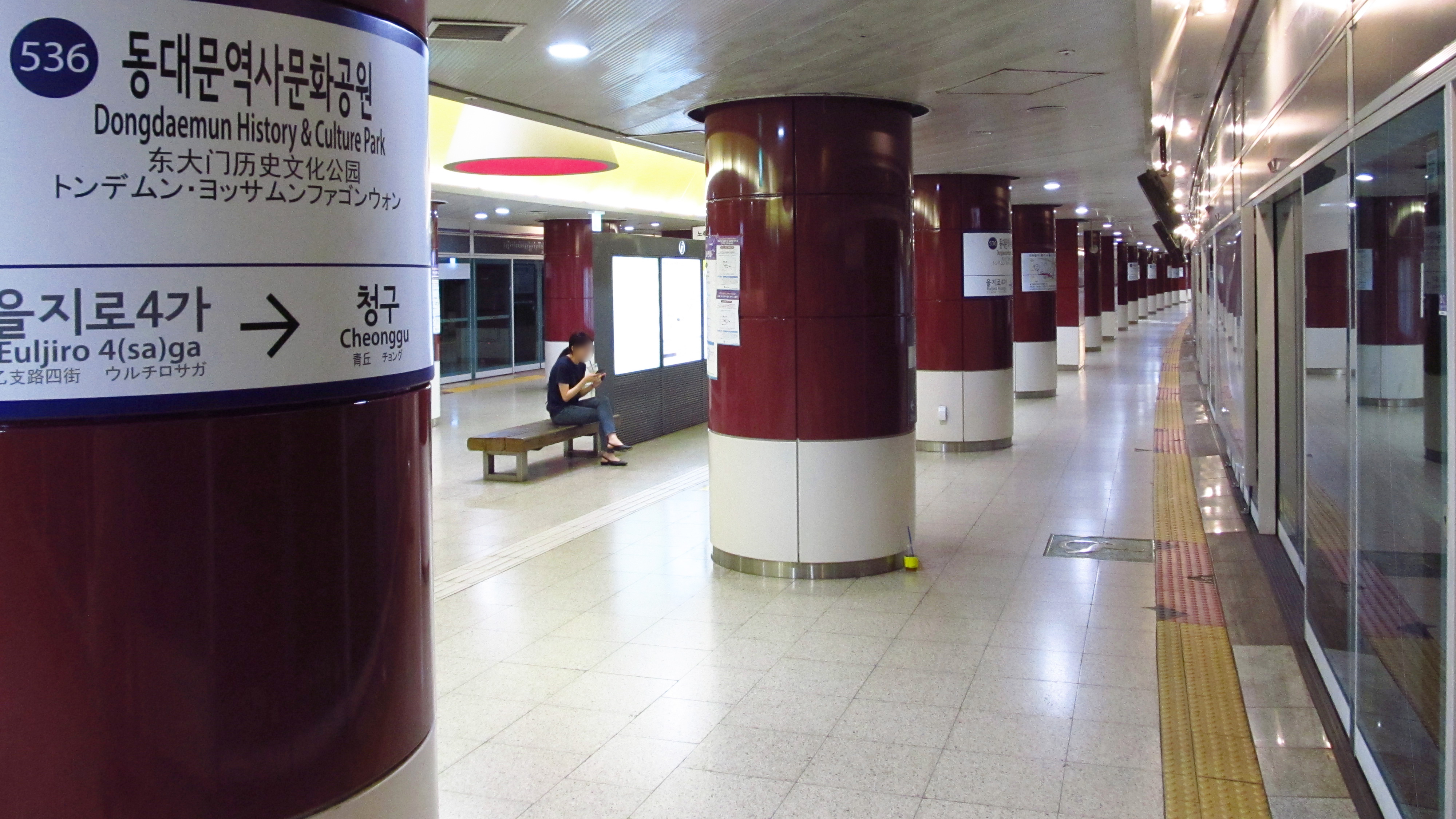
Sân ga Tuyến 5 (Tháng 9 năm 2018)
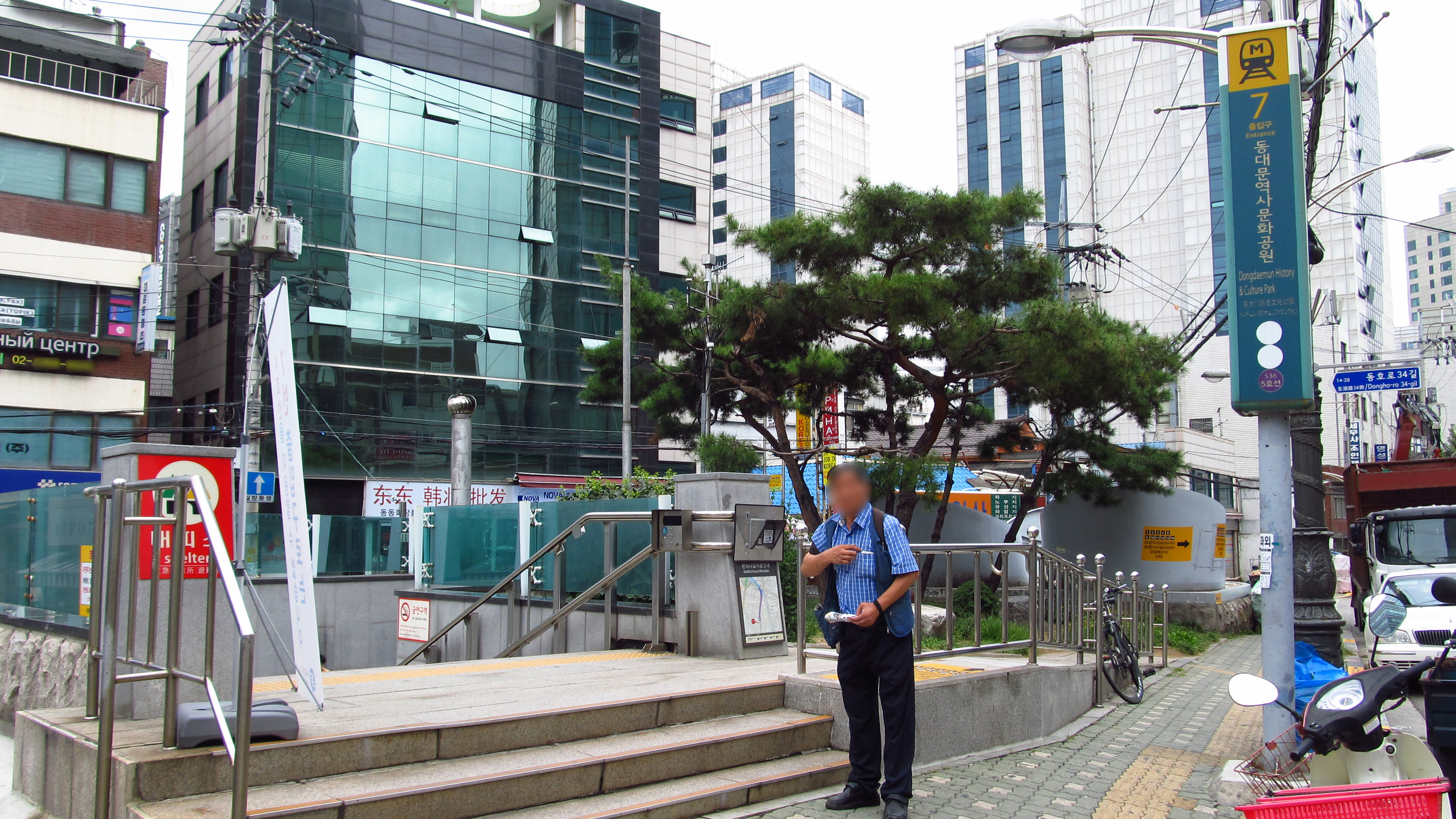
Lối vào số 7 (Tháng 9 năm 2018, tại thời điểm chuyển tuyến đã đóng cửa)
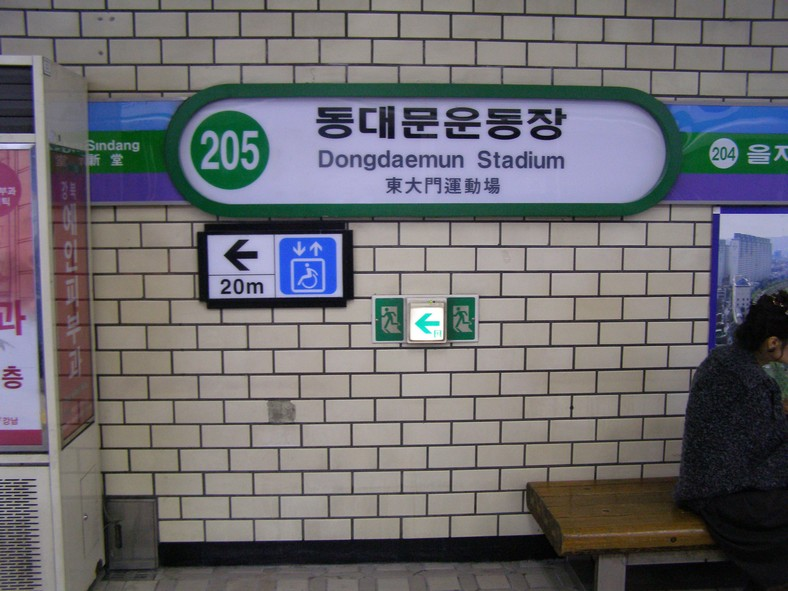
Bảng tên ga Tuyến 2 (Tên cũ: Ga sân vận động Dongdaemun)
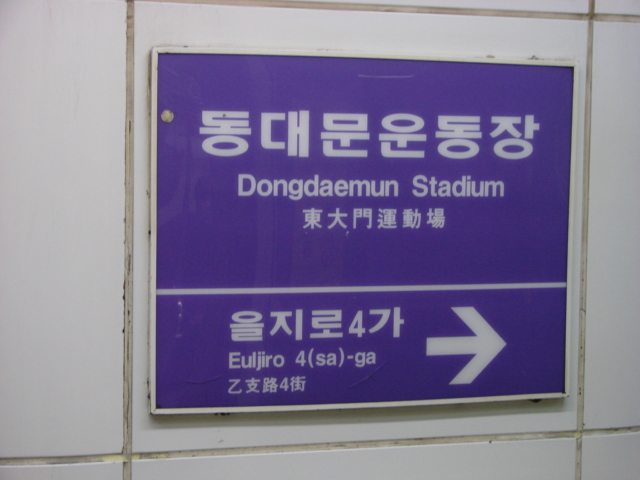
Bảng tên ga Tuyến 5 (Tên cũ: Ga sân vận động Dongdaemun)